# Nedeczky Gáspár (plébános)
Dunanedeczei és lábatlani Nedeczky Gáspár (Virt, 1822. április 26. – Dömös, 1893. szeptember 6.) római katolikus plébános.

## Élete
A dunanedeczei és lábatlani Nedeczky család leszármazottja. Dunanedeczei és lábatlani Nedeczky Gáspár megyei főjegyző és Reinprecht Jozefa fia. Miután apja egy évvel később Nádasdy Ferenc gróf váci püspök «bonorum et jurium» igazgatójává lett, a család Vácra költözött; itt végezte a gimnáziumi és bölcseleti tanulmányait. 1839-ben Pesten hallgatta egy évig a jogot, a II. évi jogból Győrött tett vizsgálatot. 1840-ben Kopácsy József növendékpapnak vette fel és teológiára Nagyszombatba küldte. A presbitériumban töltött egy év után 1845. június 30-án fölszenteltetett. Segédlelkész volt Nagyorosziban, 1846. szeptember 10-től Tardoskedden, 1848. július 27-től Komáromban, 1849. május 17-től Karancsságon, 1853. január 21-től Lédecen; október 25-én lett adminisztrátor Únyon és 1854. február 7-én Dömösön plébános.
Cikkei az Esztergomi Ujságban (1868. A klubbokról); a Szabad Egyházban (1871. Végre kell-e hajtani a népiskolai törvényeket?); az Esztergom és Vidékében (1881. 49., 50. sz. A népösszeírás használatáról); a helyi lapokba később is írt cikkeket.

## Művei
- Vasár- és ünnepnapi egyházi beszédek. Pest, 1860
- Dömös története és újabb leírása. Esztergom, 1880 (ism. M. Sion, 1881)
- A Nedeczky család. Budapest, 1891. XXV. leszármazási táblával